# Notiocoenia pollinosa
Notiocoenia pollinosa är en tvåvingeart som beskrevs av Wayne N. Mathis 1980. Notiocoenia pollinosa ingår i släktet Notiocoenia och familjen vattenflugor. Inga underarter finns listade i Catalogue of Life.